# Jaamamõisa
Jaamamõisa är en stadsdel i Tartu i Estland. Jaamamõisa ligger 48 meter över havet och antalet invånare är 3 261.